# Manuel Basulto Jiménez
Manuel Basulto y Jiménez (ur. 17 maja 1869 w Adanero, zm. 12 sierpnia 1936) – hiszpański duchowny katolicki, biskup Lugo i Jaén, męczennik i błogosławiony Kościoła katolickiego.

## Życiorys
15 marca 1893 roku został wyświęcony na kapłana, a 4 września 1909 roku wyznaczony na biskupa Lugo. 16 stycznia 1910 roku otrzymał święcenia biskupie. 18 grudnia 1919 roku wyznaczony na biskupa Jaén. Zginął 12 sierpnia 1936 roku w czasie wojny domowej w Hiszpanii. Beatyfikowany w grupie 522 męczenników przez kardynała Angelo Amato w imieniu papieża Franciszka 13 października 2013 roku.